# Norbert Hülm
Norbert Hülm est un acteur, réalisateur et présentateur allemand né le 8 février 1956.

## Filmographie

### Cinéma
- 2002 : Frühlingshymne, de Kirsi Liimatainen
- 2006 : Sonja, de Kirsi Liimatainen
- 2007 : Futro, de Tomasz Drozdowicz
- 2008 : Berlin am Meer, de Wolfgang Eißler
- 2008 : La bande à Baader, de Uli Edel
- 2009 : So glücklich war ich noch nie, de Alexander Adolph
- 2009 : Katzenleben, de Laura Popescu-Zeletin
- 2009 : Babylon 2084, de Christian Schleisiek
- 2011 : Qui, à part nous (Wer wenn nicht wir) d'Andres Veiel

### Télévision
- 1993 à 1996 : Au rythme de la vie (Gute Zeiten, schlechte Zeiten), (série télévisée)
- 2000 : Schloss Einstein, (série télévisée)
- 2004 : Der Ermittler, (série télévisée)
- 2005 : Die Frau gegenüber, (TV)
- 2006 : Le Dernier Témoin, (série télévisée)
- 2006 : Le Destin de Lisa, (série télévisée)
- 2006 : Peur noire, (TV)
- 2007 : War ich gut?, (TV)
- 2007 : Die Geschichte Mitteldeutschlands, (série télévisée)
- 2008 : Présumé Coupable, (série télévisée)
- 2008 : Wege zum Glück, (série télévisée)
- 2008 : Amour de vacances (Sommer in Norrsunda) (TV)
- 2010 : Der Gewaltfrieden, (TV)
- 2010 : Klassenkampf im Lehrerzimmer, (série télévisée)
- 2010 : SOKO Kitzbühel, (série télévisée)